# 西村健 (社会起業家)
西村 健（にしむら けん、1975年6月5日 - ）は、社会起業家（NPO法人日本公共利益研究所代表・主席研究員）、公共政策研究者、経営コンサルタント、株式会社ターンアラウンド研究所代表取締役社長。

## 略歴
開成高校卒業、上智大学文学部新聞学科卒業・外国語学部国際関係副専攻修了。2003年慶應義塾大学院法学研究科前期博士課程修了（指導教授は久保文明、法学修士）。アクセンチュア株式会社に入社。ITをつかった業務改革やリサーチ業務に従事する。2006年に株式会社日本能率協会コンサルティング（JMAC）入社。理由は、上山信一や玉村雅敏らが主催する行政経営フォーラムにて、株式会社日本能率協会コンサルティング・事業プロデューサーの星野芳昭とアドバイザーの梅田次郎と古川俊一に出会い、感銘を受けたから。北川正恭知事とともに三重県で地方自治体の行政改革を成し遂げた行政評価制度の生みの親である星野芳昭、梅田次郎（元三重県参事）のもとで、行政経営・政策マネジメントを推進。退職後、独立し、NPO法人日本公共利益研究所と株式会社ターンアラウンド研究所を起業。株式会社ターンアラウンド研究所では「日本経済をターンアラウンドする!」を目的に、企業のコンサルティングを展開している。組織改革、ジョブ型人事導入・運用、人事評価・目標設定、業務改善・デジタルイノベーションの専門コンサルティングを展開している。
2013年に独立し、NPO法人日本公共利益研究所（JIPII）を設立。社会の医者を目指すナレッジマネジメントセンターとしての活動を開始。経済再生、人的資本経営、公共政策検証、情報リテラシーによって社会の問題解決に寄与することをモットーに、政策検証活動、公共政策検証、ファクトチェックやEBPMなど専門性を活かした社会問題の見える化活動（空き家、自殺、孤独、花粉症、依存症など）を行っている。新しい資本主義、行政評価・政策評価の研究、EBPM研究、社会の寛容性研究、共生・多様性・人間の尊厳支援活動などが中心テーマ。ファクトチェックの楊井人文主任研究員、福祉政策の隠樹圭子主任研究員などと共に様々な研究などを行っている。
2018年、事業創造大学院大学国際公共政策研究所を吉川富夫、渡瀬裕哉とともに設立、ディレクター・研究員としてスマートシティ、日本の経済政策を研究している。2022年に退任。
愛知県小牧市地方創生アドバイザー、過去に、農林水産省・地域振興課関係補助金等交付先選定審査委員会委員、津市安濃交流会館整備事業検討懇話会委員、津市榊原自然の森温泉保養館整備・ 運営事業実施業務プロポーザル方式審査委員会委員、津市榊原自然の森温泉保養館整備事業に係る検討懇話会委員、内閣府の地方創生人材支援制度により静岡県小山町役場に派遣され行政アドバイザー（非常勤）、千葉県館山市行財政改革委員、東京都品川区地域振興基金活用推進会議委員、東京都品川区協働事業提案制度審査委員会委員などを務めた。アムネスティ・インターナショナル日本CSRチームコーディネーターを務め、CSR評価セミナーなど人権とCSRの融合のための活動を行った。NPO法人シーハート副理事。

## 出演

### インターネット
- Japan In-depthにて「西村健の地方自治ウォッチング」などを連載[12]
- アゴラにて執筆[13]。
- サキシルにて連載[14]。

### テレビ
- よみうりテレビ「朝生ワイド　す・またん」に出演（2023年4月26日）
- よみうりテレビ「朝生ワイド　す・またん」に出演（2023年10月12日）

## 著書

### 共著（翻訳参画）
- フィリップ・コトラー著／デビッド・ヘッセキエル著／ナンシー・Ｒ・リー著／ハーバード社会起業大会スタディプログラム研究会訳『グッドワークス!』東洋経済新報社、2014年9月。ISBN 978-4492557518